# Tanomogi Keikichi
Tanomogi Keikichi est un nom japonais traditionnel ; le nom de famille (ou le nom d'école), Tanomogi, précède donc le prénom (ou le nom d'artiste).
Tanomogi Keikichi (頼母木桂吉) (5 novembre 1867 - 29 février 1940) est un journaliste, homme politique et ministre japonais. Sa femme, Tanomogi Koma, est une célèbre violoniste et professeure de musique de l'université des arts de Tokyo.

## Biographie
Tanomogi né à Fukuyama dans l'actuelle préfecture d'Hiroshima sous le nom d'Inoue. En 1903, il est adopté par la famille Tanomogi par mariage. Après des études à la Première école supérieure de Tokyo, il part aux États-Unis poursuivre ses études puis, de retour au Japon, travaille au journal Hōchi Shimbun en 1896. En 1899, il fonde son propre journal, le Chōnō Shimbun, mais retourne au Hōchi Shimbun en 1901 et participe à l'expansion de l'entreprise comme grand journal national avec un chiffre d'affaires en augmentation, embauchant même la première femme journaliste du Japon, et dans la publication d'une édition du soir en 1906. La même année, il voyage aux États-Unis et en Europe pour étudier les journaux étrangers et, de retour au Japon presque trois ans plus tard en 1908, il fonde un club de la presse (en), le club japonais de la presse (en). Il établit également une compagnie d'importation de pellicules pour le photojournalisme, et ses images de l'assassinat d'Itō Hirobumi en 1910 font sensation. Tanomogi est élu à l'assemblée du quartier tokyoïte d'Asakusa.
Lors des élections législatives japonaises de 1915 (en), Tanomogi est élu à la chambre des représentants du Japon avec le parti Rikken Dōshikai. Il est réélu neuf fois au total, changeant d'affiliation politique en rejoignant le Kenseikai (dont il est président du conseil de recherche sur les affaires policières) et le Rikken Minseitō (dont il est secrétaire-général et directeur des affaires générales). Il devient sous-secrétaire des Communications dans les gouvernements de Katō Takaaki et Reijirō Wakatsuki, puis ministre des Communications dans le gouvernement de Kōki Hirota de mars 1936 à février 1937.
Durant son poste de ministre des Communications, Tanomogi promulgue un plan de construction navale agressif de cinq ans pour augmenter la flotte marchande japonaise de six millions de tonnes avec les fonds du gouvernement. Il fait également la promotion d'une complète nationalisation de l'industrie électrique du pays, avec l'État assumant un contrôle total sans réellement devenir propriétaire. Le plan est basé sur les théories économiques fascistes et a l'avantage pour le gouvernement de permettre le contrôle de l'Etat sans frais pour les propriétaires en compensation. Bien que le plan ait le soutien de l'armée impériale japonaise, qui le voit comme un pas supplémentaire vers le contrôle par l'État de l'économie, il est l'objet d'une forte opposition du monde des affaires qui retarde sa mise en œuvre jusqu'à ce que Tanomogi quitte le ministère en 1938. Il participe également à la création de lois autorisant uniquement l'agence de presse Dōmei à recevoir et envoyer des télégrammes de l'étranger, lui donnant ainsi l'ascendant sur tous les journaux japonais qui seraient dépendants d'elle pour leurs nouvelles.
En 1938, Tanomogi retourne au Hōchi Shimbun en tant que président. En 1939, il est élu maire de Tokyo. Il meurt en service et sa tombe se trouve au cimetière de Yanaka à Tokyo.